# 大馬15
《大馬15》（英語：15Malaysia）是一个汇集15部短片的计划，该计划是集合15位马来西亚的新世代电影导演导出15部风格各异的短片，参与该计划大部分的导演都曾经获得国際各大电影节的奖励，同是也是具有代表性的马来西亚“新浪潮”电影人。该系列的15部短片主要是集中探讨发生在马来西亚国内有关生活、社会时事和政治话题，当中一些也添加了新穎或搞笑的元素。而参与演出的演员除了一般的演员、歌手和艺人外，也包括了一些有争議性的政治人物。
曾经先后在釜山國際電影節、2009年金馬國際影展、巴黎龐畢度中心和2010年鹿特丹國際電影節上映。